# Ponte della metropolitana (Kiev)
Il ponte della metropolitana (in ucraino Міст Метро?, Mist Metro) attraversa il fiume Dnepr ed è il primo ponte a Kiev dedicato alla sua metropolitana.

## Storia

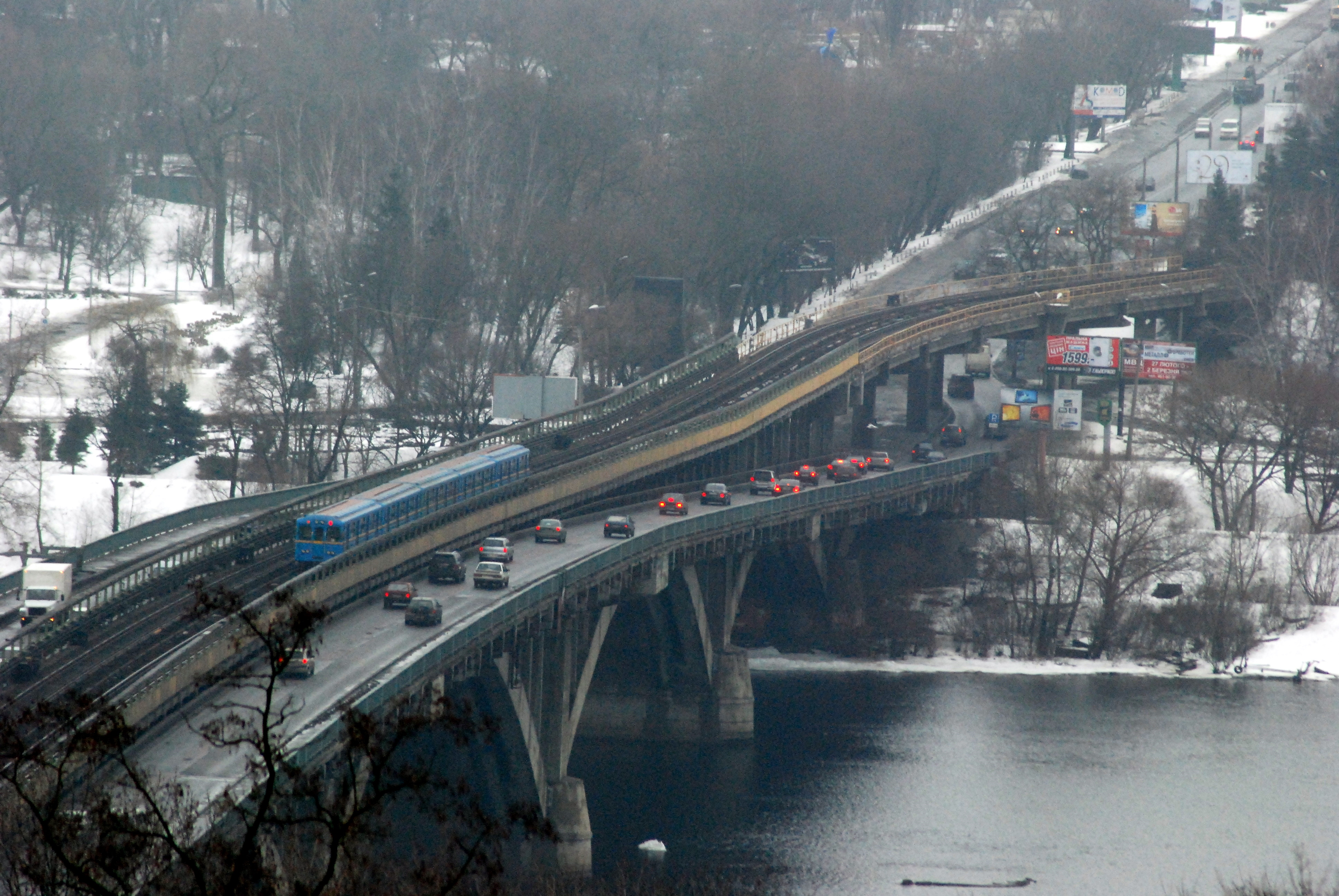
Ponte visto dall'area di Kiev-Pechersk Lavra

Il ponte riveste grande importanza per i trasporti cittadini e nel 2020 è stato oggetto di un tentativo di sabotaggio.

## Descrizione

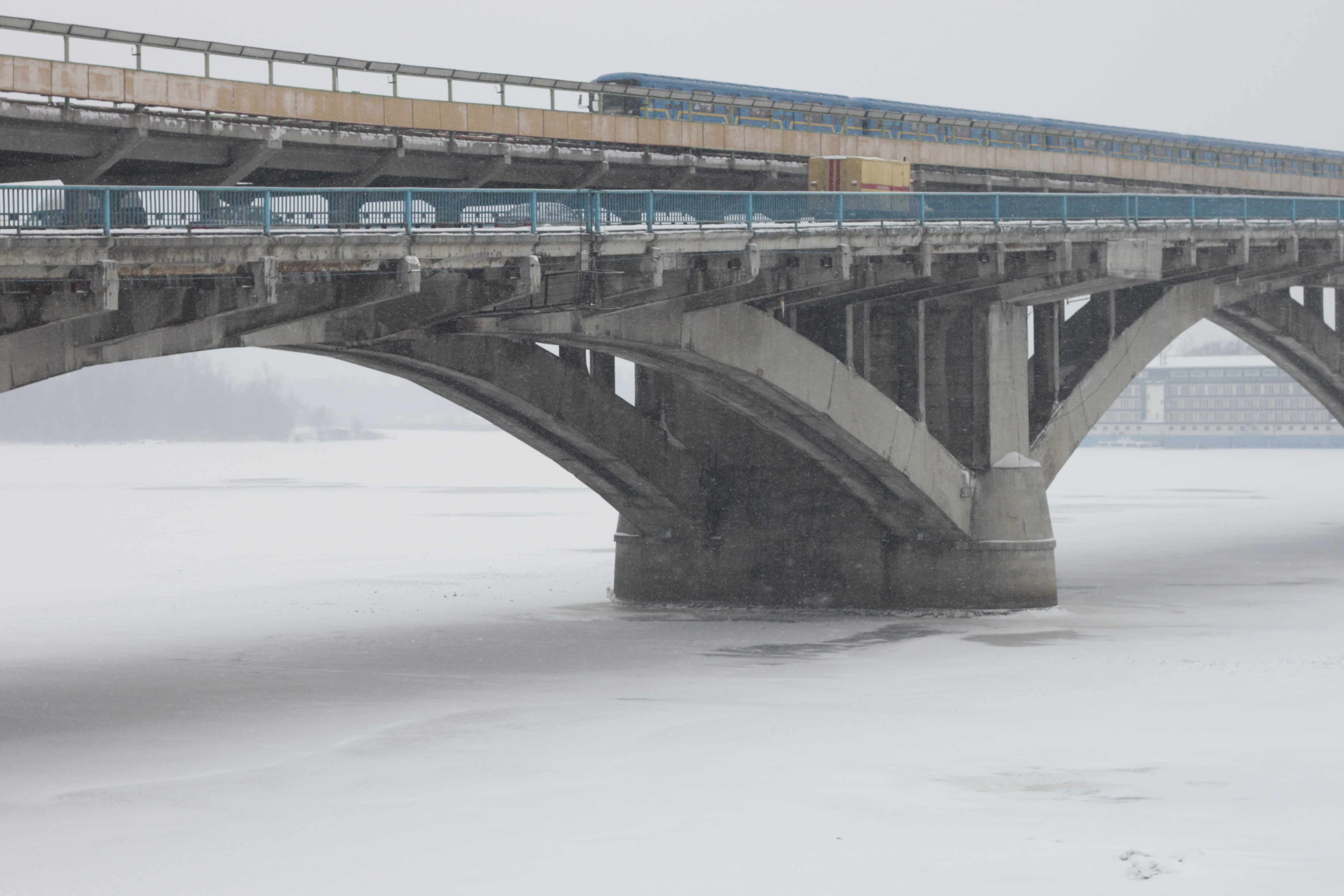
Pilone e arcate del ponte sul fiume Dnepr gelato mentre passa un convoglio

Il ponte attraversa il fiume Dnepr nella zona centrale della città di Kiev e permette il passaggio non solo dei convogli della metropolitana ma anche dei mezzi su gomma, con le sue corsie stradali.
Viene suddiviso in due campate tra le quali si trova l'isola Venetsiansky. La campata più lunga è quella occidentale e quella minore, anche chiamata ponte Rusanivsky, collega l'isola con la riva sinistra.